# Mistrzostwa Świata w Short Tracku 2004
29. Mistrzostwa Świata w Short Tracku odbyły się w dniach 17–19 marca 2004 roku w szwedzkim Göteborgu.

## Klasyfikacja medalowa
| Lp. | Kraj             | Złoto | Srebro | Brąz | Razem |
| 1.  | Korea Południowa | 11    | 3      | 3    | 17    |
| 2.  | Chiny            | 1     | 7      | 4    | 12    |
| 3.  | Włochy           | 0     | 1      | 4    | 5     |
| 4.  | Kanada           | 0     | 1      | 1    | 2     |

## Medaliści
| Konkurencja | Złoto                                                                       | Srebro                                                       | Brąz                                                                         |
| Mężczyźni   |                                                                             |                                                              |                                                                              |
| 500 metrów  | Song Suk-woo                                                                | Li Haonan                                                    | Li Ye                                                                        |
| 1000 metrów | Ahn Hyun-soo                                                                | Li Jiajun                                                    | Fabio Carta                                                                  |
| 1500 metrów | Ahn Hyun-soo                                                                | Jonathan Guilmette                                           | Song Suk-woo                                                                 |
| 3000 metrów | Ahn Hyun-soo                                                                | Song Suk-woo                                                 | Li Ye                                                                        |
| Wielobój    | Ahn Hyun-soo                                                                | Song Suk-woo                                                 | Li Jiajun                                                                    |
| Sztafeta    | Korea Południowa · Ahn Hyun-soo · Song Suk-woo · Cho Nam-kyu · Kim Hyun-kon | Chiny · Sui Baoku · Li Jiajun · Li Haonan · Li Ye            | Włochy · Roberto Serra · Nicola Franceschina · Nicola Rodigari · Fabio Carta |
| Kobiety     |                                                                             |                                                              |                                                                              |
| 500 metrów  | Wang Meng                                                                   | Marta Capurso                                                | Choi Eun-kyung                                                               |
| 1000 metrów | Choi Eun-kyung                                                              | Byun Chun-sa                                                 | Fu Tianyu                                                                    |
| 1500 metrów | Choi Eun-kyung                                                              | Wang Meng                                                    | Alanna Kraus                                                                 |
| 3000 metrów | Byun Chun-sa                                                                | Fu Tianyu                                                    | Marta Capurso                                                                |
| Wielobój    | Choi Eun-kyung                                                              | Wang Meng                                                    | Byun Chun-sa                                                                 |
| Sztafeta    | Korea Południowa · Ko Gi-hyun · Kim Min-jee · Choi Eun-kyung · Byun Chun-sa | Chiny · Cheng Xiaolei · Fu Tianyu · Liu Xiaoying · Wang Meng | Włochy · Mara Zini · Katia Zini · Catia Borrello · Marta Capurso             |